# Jasszer Arafat
Jasszer Arafat (arabul: ياسر عرفات, más néven أبو عمار, Abū 'Ammār) (Kairó/Jeruzsálem, 1929. augusztus 24. – Párizs, 2004. november 11.) palesztin vezető, politikus, 1996-tól haláláig a Palesztin Autonóm Hatóság elnöke, a Palesztinai Felszabadítási Szervezet (PFSZ) vezetője, a Fatah alapítója. Eredeti neve: Mohammed Abdel-Raouf Arafat al Qudwa al-Husszein.
1994-ben Simón Peresz és Jichák Rabin volt izraeli kormányfőkkel együtt Nobel-békedíjat kapott.
Nevéhez két intifáda (az izraeli megszállás elleni palesztin népfelkelés) fűződik: az első 1987-től 1993-ig tartott, a második 2000-től 2005-ig, és a sarm el-sejki megállapodás jelentette a végét.

## A kezdetek
Jasszer Arafat ötödik gyermekként született hétgyermekes családba, egy textilkereskedő fiaként Palesztinából származó emigráns arab családban. Születésének helye és pontos ideje vitatott, a legvalószínűbb, hogy augusztus 24-én, az egyiptomi Kairóban, Arafat saját állítása szerint augusztus 4-én született Jeruzsálemben, de az is elképzelhető, hogy valójában a gázai övezetben látta meg a napvilágot. Mások Szíriában, vagy a hajdani Transzjordániában feltételezik szülőhelyét. Négyéves korában anyja meghalt, a család Jeruzsálembe költözött. Arafat nyolcéves volt, amikor apja újranősült, és visszaköltöztek Kairóba.
Egyetemi tanulmányait a Kairói Egyetemen kezdte meg, érdeklődése többek között a judaizmus és a cionizmus felé irányult, részt vett ilyen témájú vitákon és érdeklődéssel olvasta Herzl Tivadar és más cionista szerzők munkáit. 1948-ban, az első újkori arab-izraeli konfliktus kirobbanásakor otthagyta az egyetemet, és csatlakozott az Izrael állam megalakulása ellen harcoló palesztin csapatokhoz. Az izraeli győzelem után visszatért Kairóba és folytatta félbeszakadt tanulmányait, végül 1956-ban építészmérnöki diplomát szerzett.

## A palesztin mozgalomban

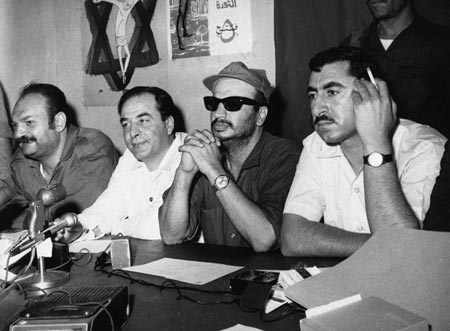
1970-ben Jordániában

Diplomájának megszerzése után Kuvaitban talált munkát, később saját céget hozott létre. Az 1950-es évek végén (1957-ben vagy 1959-ben) megalapította a Fatah palesztin nemzeti mozgalmat, amely egy független palesztin állam megalapítását tűzte ki célul. A Fatah első, 1964-ben végrehajtott fegyveres akciója sikertelennek bizonyult, ahhoz azonban bizonyosan hozzájárult, hogy az 1967-es hatnapos háborút követően Izrael figyelme a környező arab államokról a palesztin szervezetek felé irányuljon. 1969. február 3-án a Palesztin Nemzeti Kongresszus az 1964-ben alapított palesztin mozgalmakat egyesíteni kívánó Palesztinai Felszabadítási Szervezet elnökévé választotta.
Az 1972-es müncheni olimpián végrehajtott terrorista vérengzéssel kapcsolatban felmerült Arafat felelőssége: Mohammed Daoud 1999-ben megjelent „Egy palesztin terrorista emlékiratai” című könyve szerint állítólag Arafatot tájékoztatták az akcióról, aki azt jóváhagyta.
A 70-es, 80-as években előbb Libanonban, majd 1983-as kiutasítása után Tunéziában telepedett le. 1987 decemberében a nem sokkal korábban kirobbant első intifáda („felkelés”) élére állt. A felkelés hat évig, a békefolyamat kezdetét jelentő, Washingtonban aláírt elvi nyilatkozatig tartott. A száműzetésben tevékenykedő palesztin parlament őt választotta az 1988. november 15-én egyoldalúan kikiáltott – és hamarosan 70, 2024-ig pedig összesen több mint 140 állam, az ENSZ tagjainak háromnegyede által elismert – palesztin állam elnökévé. Arafat még az év végén nyilvánosan elismerte, s békülésre hívta fel Izraelt.
A gázai övezetbe 1994-ben, huszonhét év után térhetett vissza Tunéziából, amikor ez a terület az oslói egyezmény értelmében a palesztin autonómia részévé vált. 1994 júliusától 1995 decemberéig a Palesztin Hatóság elnöki tisztét töltötte be, majd az 1996. január 20-án – a szavazatok nyolcvanhárom százalékát megszerezve – a frissen létrejött Palesztin Autonómiatanács élére állt. 2001-től haláláig Rámalláhban élt, az izraeli hatóságok által elrendelt házi őrizetben.

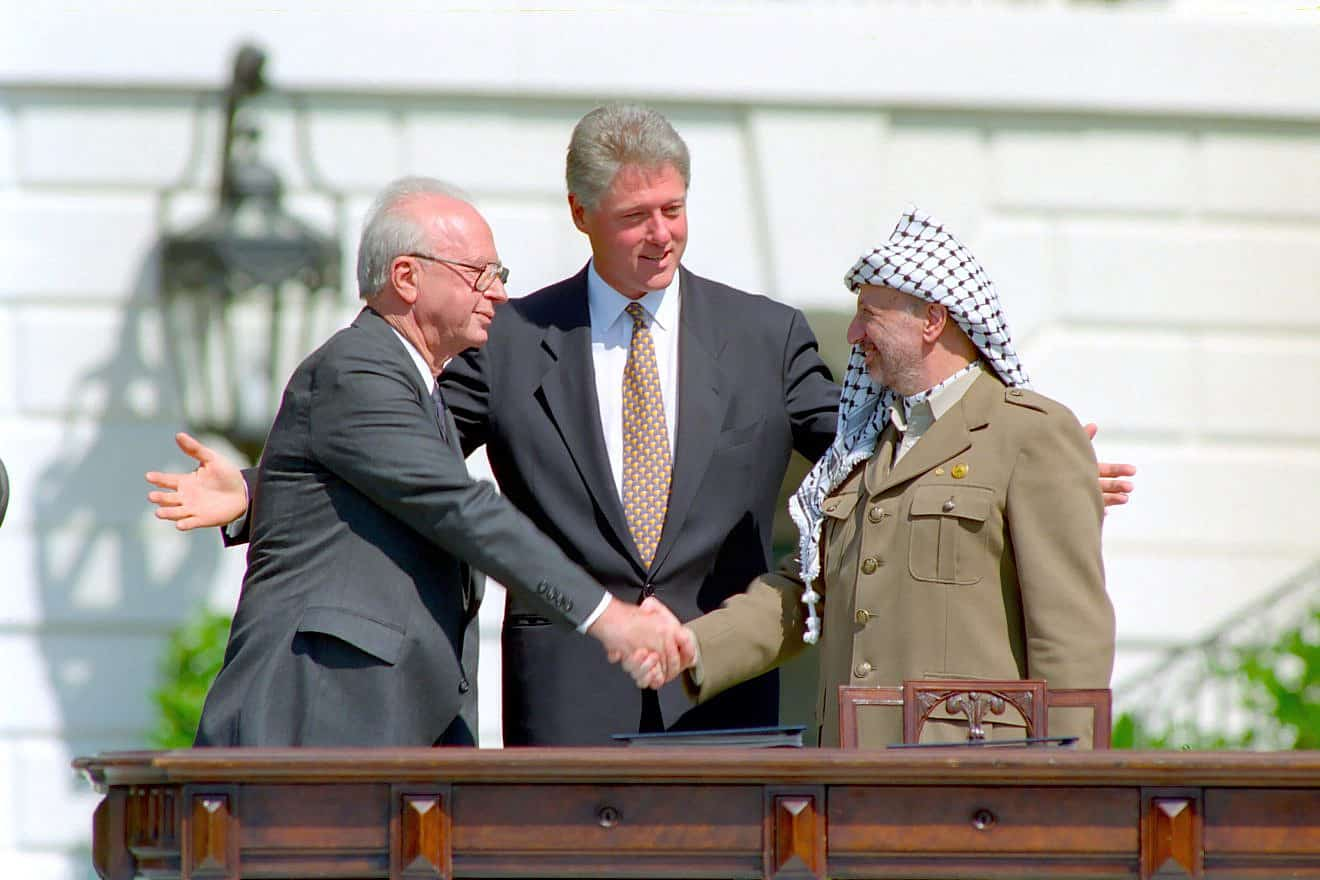
Jichák Rabin, Bill Clinton és Jasszer Arafat (1993)

2002-ben Arafat és a Palesztin Hatóság fegyvercsempészésbe keveredett. A Karin–A palesztin teherhajó a robbanóanyagból, géppisztolyokból, aknákból, vállról indítható rakétákból és nagyobb hatótávolságú katyusákból álló, közel 50 tonnányi hadianyag-szállítmányt az iráni partok menti szigetről vette fel a Perzsa-öbölben, hogy útját a Jasszer Arafat uralta Gázában fejezze be. A hajó kapitánya a Palesztin Szállítási Minisztériumnak dolgozott, és az utasításokat közvetlenül a Palesztin Hatóságtól kapta. A fegyvercsempészést a Palesztin Hatóság embere, Adel Awadalah felügyelte.

## Az utolsó napok

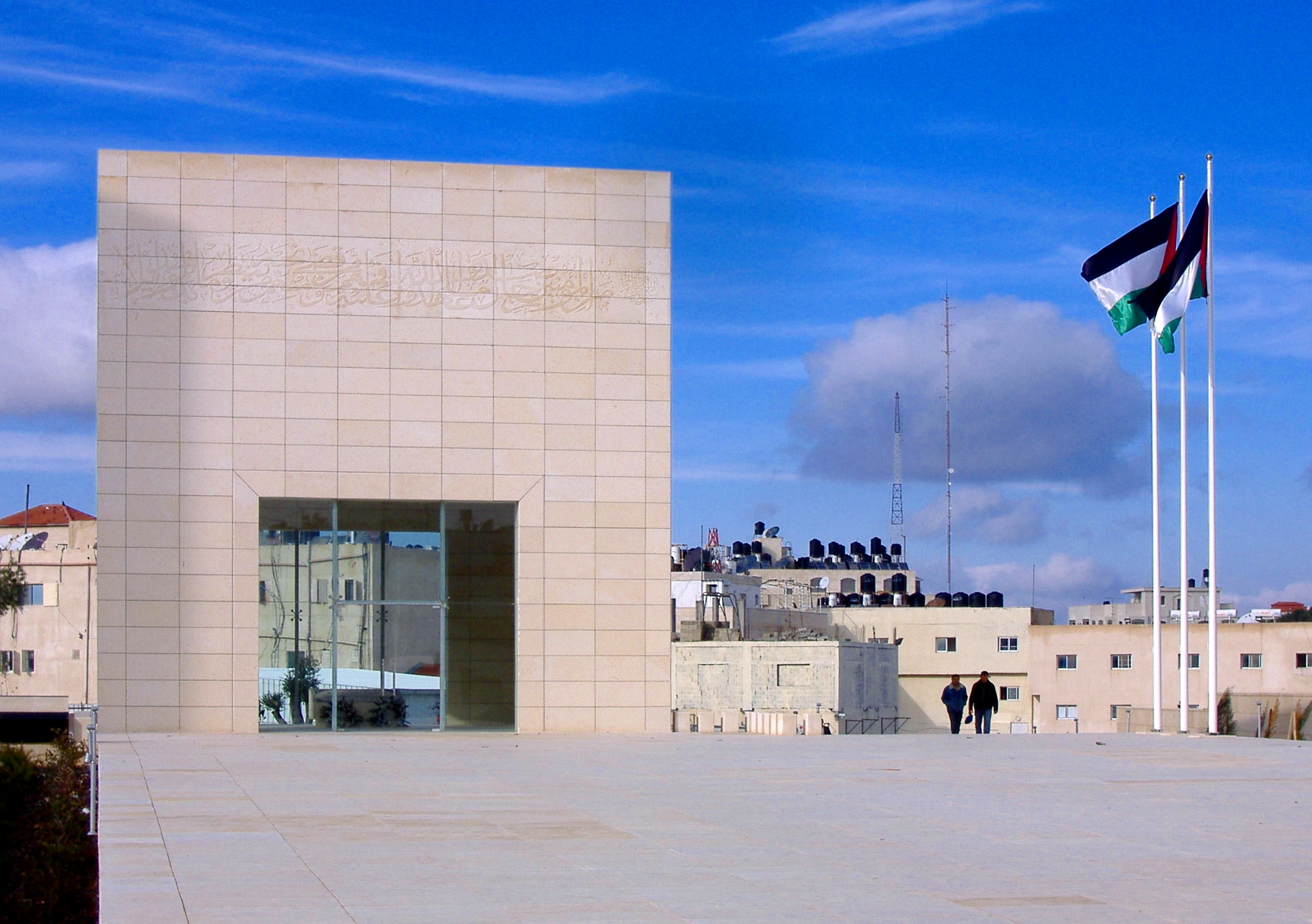
Arafat mauzóleuma Rámalláhban

Halála előtt pár nappal, 2004. október 29-én, jordán orvosok javaslatára, Izrael beleegyezésével gyógyászati kezelésre Párizsba szállították. November 3-án egyre súlyosbodó kómába esett, szervei fokozatosan felmondták a szolgálatot. Halálát több tévesnek bizonyult bejelentést követően végül november 11-én erősítették meg. Temetésére a kairói szertartás után Rámalláhban került sor, mert az izraeli hatóságok kategorikusan elutasították azt a kívánságát, hogy Jeruzsálemben helyezzék örök nyugalomra. Az eseményt bombamerénylet zavarta meg.
2013-ban özvegye kérelmezte Arafat földi maradványainak kihantolását és vizsgálatát. Svájci igazságügyi orvosszakértők a vizsgálat után közölték, hogy az Arafat földi maradványaiból vett minta a normál értékhez képest 18-szor magasabb radioaktivitást mutatott ki a polónium 210-es izotópból, így elképzelhető, hogy Arafatot megmérgezték.

## Magánélete
Arafat hosszú ideig nőtlen volt, de több mint hatvan palesztin és más arab gyermeket fogadott örökbe és gondoskodott a neveltetésükről. E gyermekek részben háborús árvák voltak, részben nagyon szegény családból származtak. Gyakran küldte őket nyaralni Kubába, Zimbabwéba, Olaszországba, vagy más országokba. Nevelt gyermekei felnőtt korukban hálával emlékeztek rá.
Arafat végül 1990-ben, mintegy hatvanéves korában feleségül vette a keresztény palesztin Szuha Tavilt. Szuha, aki édesanyja révén ismerkedett meg a palesztin vezetővel, ekkor 27 éves volt és titkárnőként dolgozott nála Franciaországban és Tuniszban. Házasságuk nem volt boldog. Szuha többször is el akarta hagyni Jasszert, de ő sosem engedte. Szuha 2013-ban elmondta, hogyha újra megtehetné, akkor már nem ment volna hozzá Arafathoz.
1995-ben Párizsban született egyetlen lányuk, akit Arafat édesanyja után Zahvának neveztek el.